# Диллениевые
Диллениевые (лат. Dilleniaceae) — семейство двудольных растений, включающее 11 ботанических родов и 513 ботанических видов.  По современной классификации APG IV входит в монотипный порядок Диллениецветные (лат. Dilleniales), включаемый в дочернюю кладу Эвдикоты клады Цветковые растения.

## Ботаническое описание

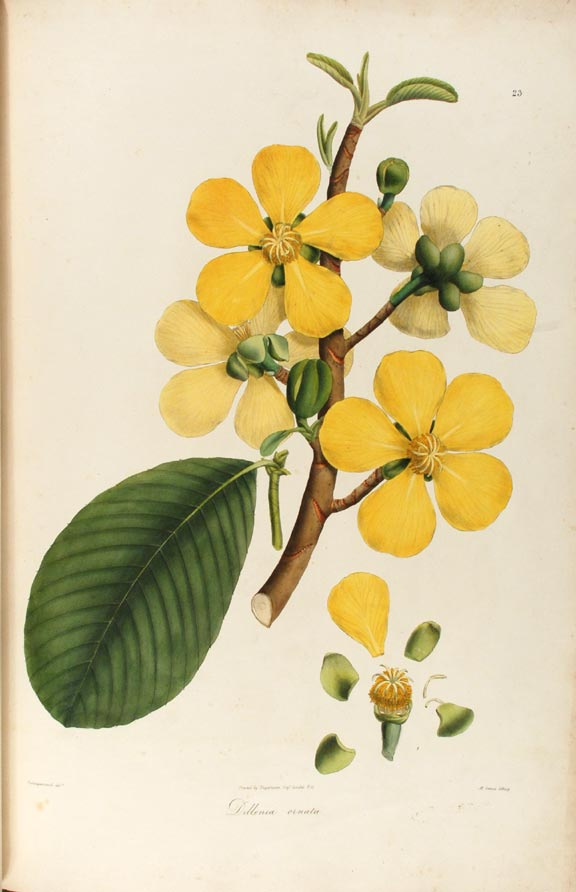
Дилления золотистая (Dillenia aurea). Ботаническая иллюстрация из книги Н. Валлиха «Plantae Asiaticae Rariores», 1830—1832

## Распространение
Виды семейства встречаются в тропических областях обоих полушарий (север Южной Америки, Центральная Америка, юг Мексики, Вест-Индия; тропики Африки, Мадагаскар, Маскаренские острова; Южная и Юго-Восточная Азия, юг Китая, Новая Гвинея; северо-восток Австралии, Новая Каледония, Фиджи), также заходят в субтропические районы Азии (Гималаи) и Австралии.

## Классификация
По современной классификации APG IV монотипный порядок Диллениецветные включает 1 семейство и 11 родов:
- Семейство Dilleniaceae  Salisb. — Диллениевые
  - Род Acrotrema Jack — Акротрема - 10 видов
  - Род Curatella Loefl. — Курателла - монотипный, с 1 видом Курателла американская
  - Род Davilla Vand. — Давилла - 32 вида
  - Род Didesmandra Stapf - монотипный, с 1 видом Didesmandra aspera
  - Род Dillenia L. — Дилления - 61 вид
  - Род Doliocarpus Rol. — Долиокарпус - 57 видов
  - Род Hibbertia Andrews — Гиббертия -289 видов
  - Род Neodillenia Aymard - 3 вида
  - Род Pinzona Mart. & Zucc. - монотипный, с 1 видом Pinzona coriacea
  - Род Schumacheria Vahl — Шумахерия - 3 вида
  - Род Tetracera L. — Тетрацера - 55 видов

## Таксономия[1]
- Dilleniales DC. ex Bercht. & J. Presl, 1820, Prir. Rostlin 223
- Dilleniaceae Salisb., 1806 [1807], Parad. Lond. sub t. 73

Семейство Диллениевые порядка Диллениецветные включается в дочернюю кладу Эвдикоты клады Цветковые растения. Кладограмма в соответствии с Системой APG IV:
|  |                          |  |                                   | порядок Диллениецветные |  | семействоДиллениевые |  | 11 родов |  | 513 видов |
|  |                          |  |                                   | порядок Диллениецветные |  | семействоДиллениевые |  | 11 родов |  | 513 видов |
|  | клада Цветковые растения |  |                                   |                         |  |                      |  |          |  |           |
|  |                          |  |                                   |                         |  |                      |  |          |  |           |
|  |                          |  | ещё 63 порядка цветковых растений |                         |  |                      |  |          |  |           |
|  |                          |  |                                   |                         |  |                      |  |          |  |           |